# Itaibó
Itaibó, é um distrito do Município brasileiro de Jequié, localizado no estado da Bahia, região Nordeste do Brasil, segundo a Contagem da População de 2022 contava com uma população de 1.564 pessoas.

## Localização
A sede do distrito está localizada no extremo leste do município de Jequié, se localizando próxima a divisa com o município de Ipiaú